# Hvajugi
A Hvajugi (hangul: 화유기, handzsa: 和遊記, RR: Hwayugi), angol címén A Korean Odyssey, egy 2017-ben bemutatott dél-koreai televíziós sorozat, melyet a tvN csatorna vetített I Szunggi (Lee Seung-gi), Csha Szungvon (Cha Seung-won), O Jonszo (Oh Yeon-seo), I Honggi (Lee Hong-gi) és Csang Gvang (Jang Gwang) főszereplésével.

## Szereplők
- I Szunggi (Lee Seung-gi) (이승기): Szon Ogong (손오공, Son Oh-gong)
- Csha Szungvon (Cha Seung-won) (차승원): U Hücshol / U Mavang (우휘철 / 우마왕, Woo Hwi-chul / Woo Ma-wang)
- O Jonszo (Oh Yeon-seo) (오연서): Csin Szonmi / Szamcsang (진선미 / 삼장, Jin Seon-mi / Sam-jang)
- I Honggi (Lee Hong-gi) (이홍기): P.K / Cso Phalgje (P.K / 저팔계, P.K / Jeo Pal-gye)
- Csang Gvang (Jang Gwang) (장광): Jun Deszik / Sza Odzsong (윤대식 / 사오정, Yoon Dae-sik/Sa Oh-jeong)